# 越谷市立千間台小学校
越谷市立千間台小学校（こしがやしりつ せんげんだいしょうがっこう）は、埼玉県越谷市千間台西にある公立小学校。

## 経営方針
- 望ましい人間関係の育成
- 確かな学力、体力、規律ある態度の育成
- 安心・安全な学校づくり

## 沿革
- 1981年4月1日 - 越谷市立大袋北小学校を分離して越谷市立千間台小学校として開校
- 1983年10月12日 - 校歌(作詞:佐藤恭子、作曲:中村武男)、校章制定[1]

## 教育目標
- 自分や他人を大切にしよう
- 自ら学び力をつけよう
- 丈夫な体と豊かな心をもとう

## 通学区域
- 恩間新田 - 全域
- 千間台西一丁目 - 全域
- 千間台西二丁目 - 全域
- 千間台西三丁目 - 全域
- 千間台西四丁目 - 全域
- 千間台西五丁目 - 全域
- 千間台西六丁目 - 全域
- 三野宮 - 一部
- 西大袋土地区画整理事業地内 - 一部[2]

## 著名な出身者
- 小林麻耶 - 7歳から11歳迄在学[3]。